# ヴィラ・リオEC

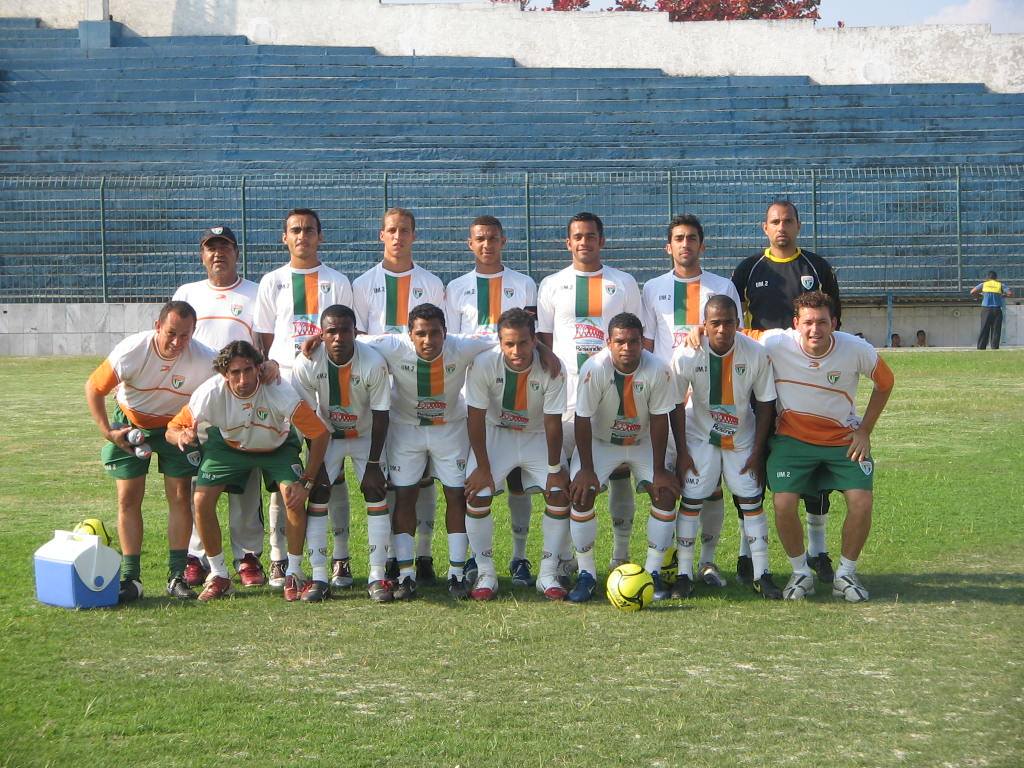
2007シーズン

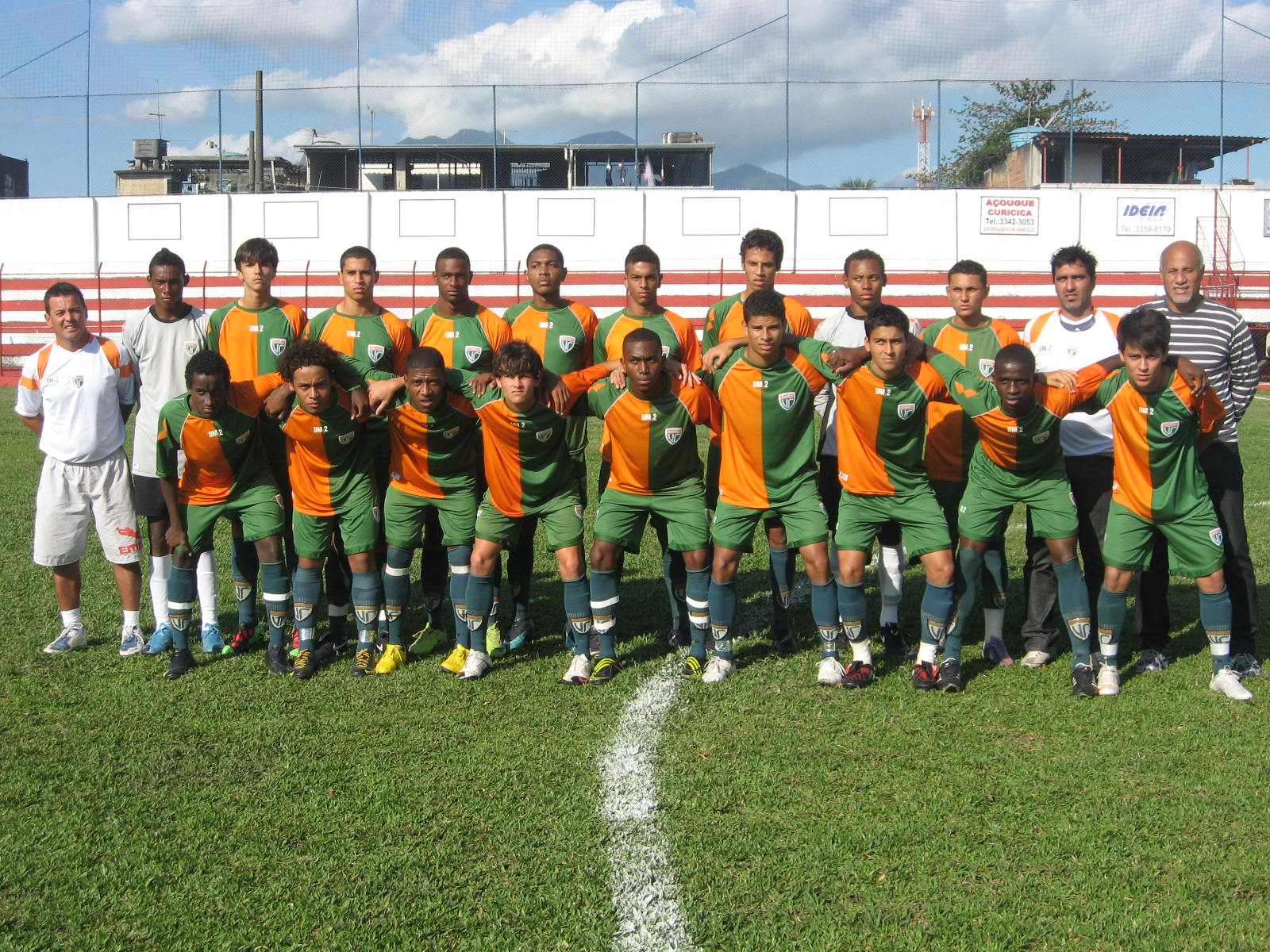
2010シーズン

ヴィラ・リオ・エスポルチ・クルーベ（ポルトガル語: Villa Rio Esporte Clube）は、ブラジル・リオデジャネイロを本拠地とするサッカークラブ。

## 歴史
2004年4月10日に設立された。

## クラブカラー
クラブカラーはダークグリーン、オレンジ色、白である。

## マスコット
ハンドウイルカのマスコットがいる。

## 歴代所属選手
- アレックス・オリベイラ 2004-05
- ジョゼ・ファビオ・サントス・ジ・オリベイラ 2007
- エドゥアルド・ダ・シルヴァ・ナシメント・ネット 2008-11